# Angustias Lara Sánchez
Angustias Lara Sánchez (1917-2003), plus communément appelée Maruja Lara, est une anarcha-féministe et syndicaliste espagnole.

## Biographie
Angustias Lara Sánchez naît à Grenade, le 11 septembre 1917 ou 1913. À l'âge de six ans, elle émigre avec sa famille au Brésil puis en Argentine où son père milite à la FORA. Lorsque la Deuxième République espagnole est proclamée, ils retournent à Grenade. À l'âge de 14 ans, elle rejoint la Jeunesse Libertaire et la Confederación Nacional del Trabajo (CNT), qui deviendra plus tard le secrétaire du Syndicat du Nettoyage de la CNT,.
Lorsque la guerre civile espagnole éclate en septembre 1936, elle fuit Grenade et combat pendant un certain temps comme milicienne dans la colonne Maroto,. Elle arrive ensuite à Valence en 1937, où elle s'installe et adhère au Syndicat des Infirmières ; elle travaille à l'hôpital numéro 1, situé près des Torres de Quart. Elle occupe les postes de trésorière et de secrétaire de travail au sein du Comité régional des Femmes Libres, situé dans la Rue de la paix. Parmi ses acolytes et amies, nous retrouvons des militantes comme Amelia Torres, Lucía Sánchez Saornil, Suceso Portales, Carmen Pons, mais elle se lie d'amitié plus particulièrement avec Isabel Mesa . À la fin de la guerre en mars 1939, Maruja Lara et Isabel Mesa montent à bord d'un camion pour se rendre à Almería et embarquent pour l'Algérie, mais elles atterrissent finalement dans le port d'Alicante et sont transférées au camp de concentration d'Albatera,. Elle réussit à s'échapper du camp de concentration et à fuir vers Grenade, mais elle ne trouve nulle part où aller et est contrainte de retourner à Valence. À partir de là, elle embarque pour Majorque, continue à Barcelone puis revient à Valence.
Ensemble avec Isabel Mesa, elle installent un kiosque à Valence où elles cachent des journaux clandestins, tels que le Solidaridad Obrera et le Fragua Social. En 1942, les deux amies, accompagnées d'autres camarades libertaires, fondent l'Union de Mujeres Democráticas (UMD), une organisation clandestine visant à aider les prisonniers et à témoigner de la solidarité envers leurs familles. Pendant la transition vers la démocratie, elle participe à divers collectifs libertaires tels que Libre Estudio, la Fédération des Retraités de la CNT, Ràdio Klara et l'Ateneu Llibertari Al Marge. En souvenir de leur travail de résistance durant la dictature franquiste, en 1996, la CNT valencienne a rendu hommage à Maruja Lara et Isabel Mesa.
Lara meurt à Valence en 2003 ou en 2012.